# Зграда у Ул. Станка Пауновића 36 (Генерала Милојка Лешјанина 36) у Нишу
Зграда у Ул. Станка Пауновића 36 је објекат који се налази у Нишу. Саграђена је 1922. године и представља непокретно културно добро као споменик културе Србије.

## Опште информације
Зграда је смештена у ширем центру Ниша. Грађена је 1922. године као породична кућа нишког трговца Јордана Н. Цветковића Рошка. Зграду је пројектовао архитекта Чедомир Глишић из Београда. Јорданов отац Никола, био је пекар, а 1912. године је постао власник првог аутоматског млина у Нишу. У периоду између два светска рата, Јордан је, заједно са братом Ставром, доградио млин и увео електрични погон, тако да је то био један од највећих млинова у Србији, познат под именом „Млин браће Цветковић“.
Пред Други светски рат, 1940. године, Јордан је купио и циглану „Ћеле Кула“. Као представник старих нишких радикала учествовао је на општинским изборима 1926. године у Нишу, када га је као председника општине заменио Драгиша Цветковић, касније председник Југословенске владе. Кућа је високо приземна и пространа грађевина рађена од вештачког камена у духу академизма и сецесије са вредним фасадним детаљима и орнаментима, и лепо изведеном флоралном декорацијом. Од украса на фасади карактеристичне су људске фигуре смештене у атици зграде, које су присутне, и са предње, и бочне стране зграде. На почетку и крају фасадног дела крова са предње и бочне стране смештена су три велика пехара. На предњем делу зграде, окренутом према улици Генерала Милојка Лешјанина налазе се три прозора, од којих су два правоугаолног, а трећи полукружног облика. Између њих је постављена ниша се рељефном декорацијом шкољке.
Уписана је у регистар Завода за заштиту споменика културе Ниш 1991. године.